# يان زفيهليك
يان زفيهليك، من مواليد 17 يناير 1950، وهو لاعب كرة قدم تشيكوسلوفاكي سابق.
و قد لعب مع منتخب تشيكوسلوفاكيا لكرة القدم 17 مباراة وسجل 4 أهداف، وقد لعب معظم مسيرته الكروية مع نادي سلوفان براتيسلافا.

## روابط خارجية
- يان زفيهليك على موقع الاتحاد التشيكي (الإنجليزية)
- يان زفيهليك على موقع قاعدة بيانات كرة القدم.إي يو (الإنجليزية)
- يان زفيهليك على موقع ناشيونال فوتبول تيمز (الإنجليزية)